# Хенри Пулин
Хенри Бурместер Пулин (енгл. Henry Burmester Pulleine; 1839–1879), британски официр, запамћен у историји као командант британског логора у бици код Исандлуане (1879). У филму Зора Зулуа (1979) глумио га је Денхолм Елиот.

## Војна служба
Пулин је постављен за официра 1855. године и служио је у Енглеској, Маурицијусу, Бурми, Индији, Малти и Гибралтару. Године 1875. био је стациониран у Капску колонију и унапређен у вршиоца дужности потпуковника 1877. Служио је у Деветом Каферском рату (1877–1878), када је подигао и командовао двема јединицама добровољаца на коњима. Септембра 1878. постављен је за команданта Дурбана, затим Питермарицбурга, а јануара 1879. за председника ремонтног депоа (службе за снабдевање и попуну јединица).

### Англо-зулски рат
Током Англо-Зулу рата био је у колони број 3, а генерал-пуковник Лорд Челмсфорд га је оставио да командује кампом у Исандлвани 22. јануара 1879. Пулин је погинуо у бици, вероватно у њеној завршној фази када су Британци покушавали да изврше борбено повлачење према реци Мзињати.